# Katia Talbot
Katia Talbot est une scénographe et professeure canadienne spécialisée en théâtre. Depuis 2021, elle occupe le poste de directrice du Département d'art dramatique de l'Université de Moncton(DADUM) à Moncton, au Nouveau-Brunswick. Son travail se concentre sur la formation des étudiants en scénographie et la gestion académique du programme.

## Formation et carrière
Katia Talbot est diplômée en scénographie de l'Université du Québec à Montréal (UQAM) en 2003. Elle a collaboré avec plusieurs compagnies théâtrales et metteurs en scène, travaillant sur la conception visuelle de divers spectacles. Son expérience couvre plusieurs aspects de la scénographie, incluant la conception d’espaces scéniques, l’éclairage et l’intégration de la vidéo au théâtre.
Avant d’intégrer l’Université de Moncton, elle a participé à divers projets dans le milieu théâtral francophone au Canada, développant une approche centrée sur l’interdisciplinarité et l’innovation visuelle.
En 2004, elle a rejoint le Théâtre des Confettis en tant qu'adjointe à la production, puis régisseuse pour les productions Wigwam et Conte de la lune. Parallèlement, elle a travaillé comme scénographe, éclairagiste et costumière auprès de jeunes compagnies théâtrales professionnelles et amateurs. Elle a également animé divers ateliers de marionnettes, céramique et scénographie dans les écoles de la région de Québec et partout au pays.
Stimulée par la découverte de diverses disciplines, elle a réalisé les marionnettes et la conception visuelle d’Otomonogatari (Antoine Laprise, 2015) et de Mille Grues (Geneviève Duong, 2016), un projet alliant danse et théâtre d’ombre. Elle a collaboré régulièrement avec des compagnies telles qu'Ex Machina, le Théâtre du Trident, le Théâtre des Confettis, le Théâtre du Sous-marin jaune, le Théâtre du Gros Mécano et le Théâtre Sortie de secours.
Katia s’intéresse aux projets qui amènent l’art et le théâtre dans la rue et s’est associée à divers projets et compagnies aux mandats divers, dont La tête de pioche, Campe, Le Rendez-vous Nava ou encore le Carrefour international de théâtre de Québec, pour lequel elle a réalisé une étape du parcours extérieur en 2017-2018. Elle a été récipiendaire du Prix Rideau Award en 2016 pour la scénographie du spectacle Avant l’archipel.
En 2021, Katia Talbot a rejoint le Département d'art dramatique de l'Université de Moncton en tant que professeure de scénographie. Elle a été nommée directrice du département la même année. Dans ce rôle, elle est responsable de la gestion académique du programme de baccalauréat spécialisé en art dramatique, de la coordination des productions étudiantes présentées au Studio-théâtre La Grange et du développement des collaborations entre le département et les compagnies de théâtre acadiennes, telles que le Théâtre l’Escaouette, Satellite Théâtre et le Théâtre populaire d’Acadie.
En tant que directrice du DADUM, Katia Talbot met en œuvre des initiatives visant à maintenir l’attractivité du programme dans un contexte de baisse des inscriptions. Elle développe des projets interdisciplinaires intégrant la scénographie, la performance et les nouvelles technologies, et favorise les échanges entre étudiants et professionnels du milieu théâtral acadien et canadien. Son travail s’inscrit dans une démarche d’adaptation aux nouvelles réalités du théâtre contemporain en Acadie.

## Prix et reconnaissances
Tout au long de sa carrière, Katia Talbot a été reconnue pour son travail en scénographie et en conception visuelle, recevant plusieurs distinctions soulignant son apport au théâtre francophone au Canada.
- Prix Rideau (2016) – Récompensée pour la scénographie du spectacle Avant l’archipel, saluée pour son innovation et son intégration harmonieuse de l’espace scénique.
- Bourse du Conseil des arts du Canada – Soutien pour le développement de projets en scénographie et conception visuelle.
- Bourse du Conseil des arts et des lettres du Québec – Aide à la recherche et à la création en théâtre et arts visuels.
- Collaboration avec Ex Machina – Implication dans des projets scénographiques pour des productions dirigées par Robert Lepage.
- Reconnaissance au sein du Carrefour international de théâtre de Québec – Participation à la conception d’une installation pour le parcours extérieur du festival (2017-2018).